# Vörös-tenger

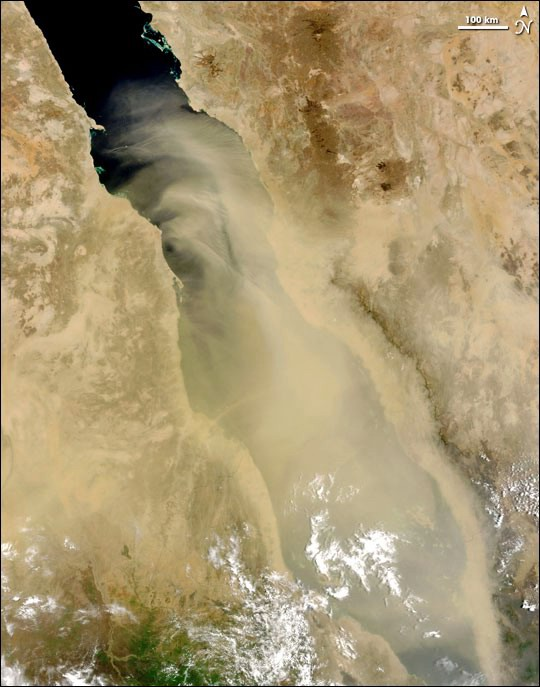
Homokvihar a Vörös-tenger fölött

A Vörös-tenger Afrika és Ázsia (közelebbről az Arab-félsziget) között helyezkedik el. A Báb el-Mandeben keresztül az Indiai-óceánba nyílik, a Földközi-tengerrel pedig a Szuezi-csatorna köti össze. A Vörös-tenger a görög Erüthra Thalassza kifejezés egyenes fordítása. Latin megfelelője a Mare Rubrum. A Vörös-tenger területe körülbelül 450 000 km², mintegy 1900 km hosszú, 300 km széles. Legnagyobb mélysége 3039 méter, átlagos mélysége 500 méter. Ismert a hét tenger egyikeként is.

## Szuezi-csatorna
A Szuezi-csatorna a Földközi-tengert a Vörös-tengerrel köti össze. Hossza 165 km, a legkeskenyebb részén 300 m széles. Amikor Bonaparte Napóleon katonai akciót indított Egyiptomba, ahova mérnököket is vitt, hogy csatornát hozzanak létre a Földközi-tenger és a Vörös-tenger között.

## Országok
Nyolc ország fekszik a Vörös-tenger partján.
- Északon:
  -  Egyiptom
  -  Izrael
  -  Jordánia
- Nyugaton:
  -  Egyiptom
  -  Szudán
  -  Eritrea
- Keleten:
  -  Szaúd-Arábia
  -  Jemen
- Délen:
  -  Dzsibuti
  -  Eritrea